# Кристина (Мазовецьке воєводство)
Кристина (пол. Krystyna) — село в Польщі, у гміні Гарволін Ґарволінського повіту Мазовецького воєводства.
Населення — 515 осіб (2011).
У 1975-1998 роках село належало до Седлецького воєводства.

## Демографія
Демографічна структура станом на 31 березня 2011 року:
|          | Загалом | Допрацездатний вік | Працездатний вік | Постпрацездатний вік |
| -------- | ------- | ------------------ | ---------------- | -------------------- |
| Чоловіки | 257     | 63                 | 176              | 18                   |
| Жінки    | 258     | 62                 | 145              | 51                   |
| Разом    | 515     | 125                | 321              | 69                   |